# 福岡地方裁判所
福岡地方裁判所（ふくおかちほうさいばんしょ）は、福岡県福岡市にある日本の地方裁判所の一つで、福岡県を管轄している。略称は、福岡地裁（ふくおかちさい）。
福岡地方裁判所には福岡市中央区に置かれている本庁のほか、飯塚市、直方市、久留米市、柳川市、大牟田市、八女市、小倉（北九州市小倉北区）、行橋市、田川市の9市に地方裁判所と家庭裁判所の支部を設置しているほか、前述の10箇所に加え宗像市、甘木（朝倉市）、うきは市、折尾（北九州市八幡西区）の4箇所を加えた14箇所に簡易裁判所を設置している。また福岡第一、福岡第二、飯塚、久留米、柳川、小倉の6つの検察審査会も設置されている。2018年8月20日に六本松に新規完成した「福岡高地家簡裁庁舎」に移転した。

## 所在地
- 本庁：福岡県福岡市中央区六本松4丁目2-4  北緯33度34分32.3秒 東経130度22分39.6秒 / 北緯33.575639度 東経130.377667度
福岡市地下鉄七隈線六本松駅から徒歩3分
福岡高等裁判所、福岡簡易裁判所が同居している。旧庁舎は国の史跡「福岡城跡」の指定範囲内に立地することから、福岡地検・高検、弁護士会館などとともに、九州大学六本松地区跡地に2018年8月20日に新庁舎に移転した[1]。

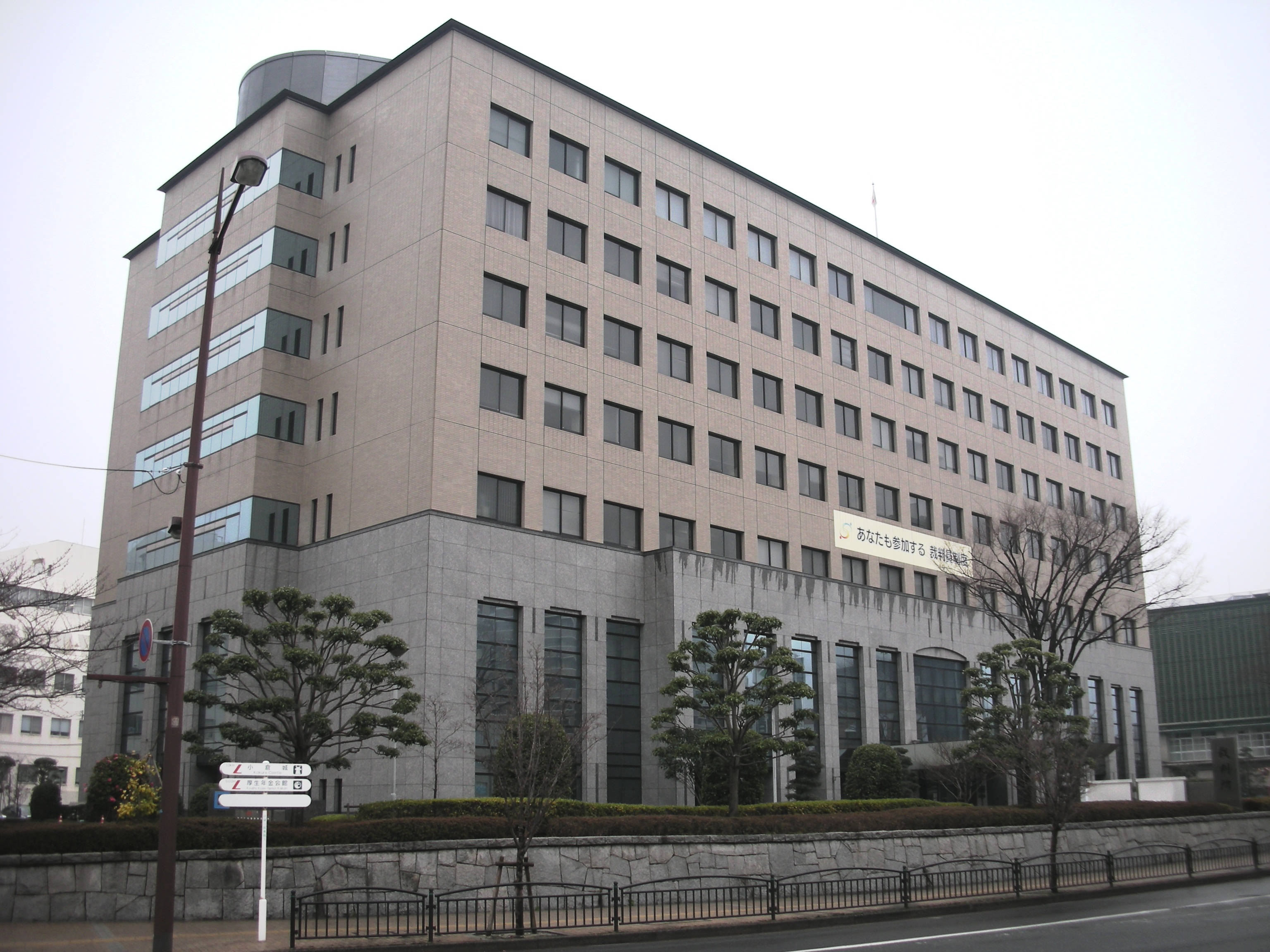
福岡地裁小倉支部庁舎

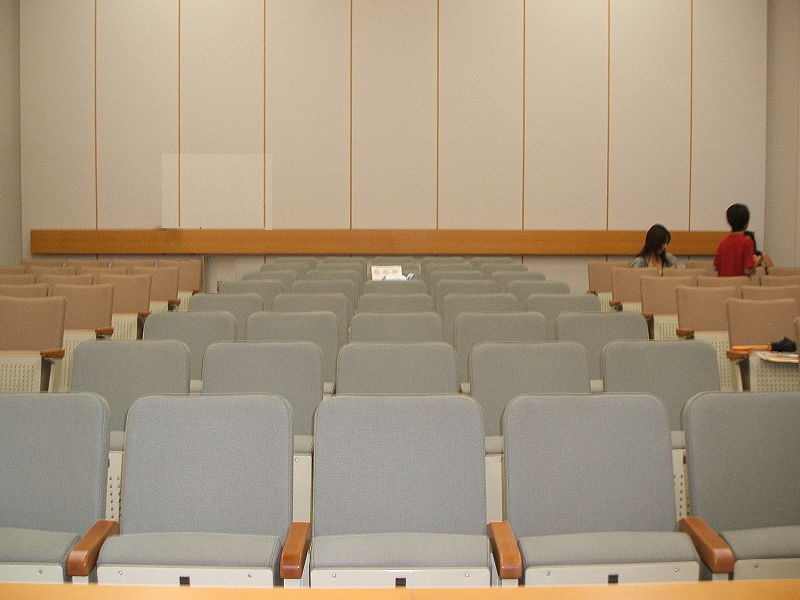
福岡地裁303号法廷の傍聴席

- 飯塚支部：福岡県飯塚市新立岩10-29  北緯33度38分50秒 東経130度41分23.3秒 / 北緯33.64722度 東経130.689806度
JR筑豊線, 後藤寺線 新飯塚駅から徒歩7分
- 直方支部：福岡県直方市丸山町1-4  北緯33度44分6.9秒 東経130度43分30.9秒 / 北緯33.735250度 東経130.725250度
平成筑豊鉄道伊田線 南直方御殿口駅から徒歩7分
- 久留米支部：福岡県久留米市篠山町21  北緯33度19分9.9秒 東経130度30分40.1秒 / 北緯33.319417度 東経130.511139度
西鉄バス｢市役所前｣から徒歩2分
- 柳川支部：福岡県柳川市本町4  北緯33度9分55.4秒 東経130度24分26.4秒 / 北緯33.165389度 東経130.407333度
西鉄バス｢辻町｣から徒歩1分
- 大牟田支部：福岡県大牟田市白金町101  北緯33度1分19.3秒 東経130度26分12.8秒 / 北緯33.022028度 東経130.436889度
JR鹿児島線, 西日本鉄道天神大牟田線 大牟田駅南方向へ徒歩15分
- 八女支部：福岡県八女市本町537-4  北緯33度12分38.7秒 東経130度33分20秒 / 北緯33.210750度 東経130.55556度
堀川バス｢八女学院校前｣から徒歩5分
- 小倉支部：福岡県北九州市小倉北区金田1丁目4-1  北緯33度52分43.5秒 東経130度51分55.9秒 / 北緯33.878750度 東経130.865528度
西鉄バス1番系統｢金田2丁目｣から徒歩5分
- 行橋支部：福岡県行橋市行事1丁目8-23  北緯33度44分8.3秒 東経130度58分41.9秒 / 北緯33.735639度 東経130.978306度
西鉄バス｢裁判所通り｣から徒歩4分
- 田川支部：福岡県田川市千代町1-5  北緯33度38分15.4秒 東経130度48分19.8秒 / 北緯33.637611度 東経130.805500度
西鉄バス｢市役所前｣から徒歩3分

## 管轄
本庁
- 福岡市、筑紫野市、春日市、大野城市、宗像市、太宰府市、古賀市、福津市、朝倉市、糸島市、那珂川市、糟屋郡宇美町、篠栗町、志免町、須恵町、新宮町、久山町、粕屋町、朝倉郡筑前町、東峰村

飯塚支部
- 飯塚市、嘉麻市、嘉穂郡桂川町

直方支部
- 直方市、宮若市、鞍手郡小竹町、鞍手町

久留米支部
- 久留米市、小郡市、うきは市、三井郡大刀洗町

柳川支部
- 柳川市、大川市、みやま市（瀬高町、山川町）、三潴郡大木町

大牟田支部
- 大牟田市、みやま市（高田町）

八女支部
- 八女市、筑後市、八女郡広川町

小倉支部（詳細は後述）
- 北九州市、中間市、遠賀郡芦屋町、水巻町、岡垣町、遠賀町

行橋支部
- 行橋市、豊前市、京都郡苅田町、みやこ町、築上郡吉富町、上毛町、築上町

田川支部
- 田川市、田川郡香春町、添田町、糸田町、川崎町、大任町、赤村、福智町

### 管内の簡易裁判所
- 福岡簡易裁判所
  - 所在地：福岡県福岡市中央区六本松4丁目2-4
  - 管轄：福岡市、筑紫野市、春日市、大野城市、太宰府市、糸島市、古賀市、那珂川市、糟屋郡宇美町、糟屋郡篠栗町、糟屋郡志免町、糟屋郡須恵町、糟屋郡新宮町、糟屋郡久山町、糟屋郡粕屋町
- 宗像簡易裁判所
  - 所在地：福岡県宗像市田熊2丁目3-34
  - 管轄：宗像市、福津市
- 甘木簡易裁判所
  - 所在地：福岡県朝倉市菩提寺571
  - 管轄：朝倉市、朝倉郡筑前町、朝倉郡東峰村
- 飯塚簡易裁判所
  - 所在地：福岡県飯塚市新立岩10-29
  - 管轄：飯塚市、嘉麻市、嘉穂郡桂川町
- 直方簡易裁判所
  - 所在地：福岡県直方市丸山町1-4
  - 管轄：直方市、宮若市、鞍手郡小竹町、鞍手郡鞍手町
- 田川簡易裁判所
  - 所在地：福岡県田川市千代町1-5
  - 管轄：田川市、田川郡香春町、田川郡添田町、田川郡糸田町、田川郡川崎町、田川郡大任町、田川郡赤村、田川郡福智町
- 久留米簡易裁判所
  - 所在地：福岡県久留米市篠山町21
  - 管轄：久留米市、小郡市、三井郡大刀洗町
- うきは簡易裁判所
  - 所在地：福岡県うきは市吉井町343-6
  - 管轄：うきは市
- 八女簡易裁判所
  - 所在地：福岡県八女市本町537-4
  - 管轄：八女市、筑後市、八女郡広川町
- 柳川簡易裁判所
  - 所在地：福岡県柳川市本町4
  - 管轄：柳川市、大川市、みやま市（旧山門郡瀬高町、旧山門郡山川町）、三潴郡大木町
- 大牟田簡易裁判所
  - 所在地：福岡県大牟田市白金町101
  - 管轄：大牟田市、みやま市（旧三池郡高田町）
- 小倉簡易裁判所
  - 所在地：福岡県北九州市小倉北区金田1丁目4-1
  - 管轄：北九州市（小倉北区、小倉南区、若松区、戸畑区、門司区、八幡東区、八幡西区（八幡西区役所折尾出張所及び八幡南出張所の各所管区域を除く））
- 折尾簡易裁判所
  - 所在地：福岡県北九州市八幡西区折尾4丁目29-6
  - 管轄：北九州市（八幡西区（八幡西区役所折尾出張所及び八幡南出張所の各所管区域））、中間市、遠賀郡芦屋町、遠賀郡水巻町、遠賀郡岡垣町、遠賀郡遠賀町
- 行橋簡易裁判所
  - 所在地：福岡県行橋市行事1丁目8-23
  - 管轄：行橋市、豊前市、京都郡苅田町、京都郡みやこ町、築上郡吉富町、築上郡上毛町、築上郡築上町

### 備考
- 行政事件および小倉・行橋両支部以外の労働審判・裁判員の参加する刑事裁判は本庁で、直方・田川の各支部の合議事件及び少年事件は飯塚支部で、柳川・大牟田・八女の各支部の合議事件及び少年事件は久留米支部で、行橋支部管内の労働審判、合議事件、少年事件及び裁判員の参加する刑事裁判は後述の小倉支部でそれぞれ取り扱う。

### 小倉支部の地裁昇格案
- 小倉支部については、取り扱う事件数が中小の地裁本庁並みに多いため、地元で地裁本庁（仮称：北九州地方裁判所）に格上げしようという動きがある[2]が、国レベルでは改革に逆行するとして、進んでいない。小倉支部は九州・沖縄地区で唯一地裁支部での裁判員裁判対象事件・労働審判事件取扱いができる裁判所であるため、支部長以下、約22名の裁判官が所属している。小倉支部では行橋支部管内の労働審判、合議事件、少年事件及び裁判員の参加する刑事裁判も取り扱う。

### 甘木支部の廃止
- 平成元年最高裁判所規則第五号に基づく福岡地方・家庭裁判所甘木支部の廃止について、甘木支部の管轄区域内に居住する者が憲法違反を主張して福岡地方裁判所に行政訴訟を提起した。これに対して一審は訴えを却下し、二審も控訴を棄却した。また、最高裁判所も、具体的な紛争を離れ、抽象的に同規則の憲法違反を主張してその取消しを求める訴訟は、裁判所法3条1項にいう法律上の争訟に当たらない旨判示して、上告を棄却した（最高裁判所第二小法廷平成3年4月19日判決・民集第45巻4号518頁）[3]。同支部廃止後は本庁直轄となった。

## 歴史
- 1876年11月 - 長崎裁判所福岡支庁及び福岡区裁判所の仮庁舎として設立
- 1888年10月 - 福岡始審裁判所及び福岡治安裁判所を新築し移転
- 1969年3月 - 福岡高等・地方・簡易裁判所合同庁舎が完成
- 1997年3月 - 地上4階建ての別館が完成
- 2009年3月 - 地上2階建ての新館が完成
- 2018年8月 - 六本松の新庁舎に移転

### 主な判決
- 2001年12月19日 - 福岡高裁判事妻ストーカー事件の犯人に懲役2年の実刑判決を言い渡し（確定）
- 2004年4月7日 - 【靖国神社問題】2001年8月13日に首相小泉純一郎が行った靖国神社参拝に対し亀川清長裁判長が違憲判決（原告の賠償請求は棄却）[4]

## 歴代所長
- 山本茂（1980年9月25日 - 1982年9月30日 福岡高等裁判所部総括判事）
- 生田謙二（1982年10月1日 - 1987年1月9日 福岡高等裁判所部総括判事）
- 寺澤榮（1987年1月10日 - 1988年11月28日 東京高等裁判所部総括判事）
- 蓑田速夫（1988年11月29日 - 1990年8月4日 定年退官）
- 権藤義臣（1990年8月5日 - 1992年12月24日 福岡高等裁判所部総括判事）
- 前田一昭（1992年 - 1996年 高松高等裁判所長官）
- 谷水央（1996年7月22日 - 1999年9月9日 定年退官）
- 小長光馨一（1999年9月10日 - 2001年3月 定年退官）
- 近藤敬夫（2001年3月 - 2005年6月 定年退官）
- 簑田孝行（2005年6月 - 2008年2月 定年退官）
- 仲家暢彦（2008年2月 - 2009年12月 依願退官）
- 山口幸雄（2009年12月 - 2012年9月 定年退官）
- 川口宰護（2012年9月 - 2015年9月 定年退官）
- 木村元昭（2015年9月 - 2016年11月 定年退官)
- 永松健幹（2016年11月 - 2018年1月 定年退官）
- 白石哲（2018年1月 - 2018年12月17日 東京高等裁判所部総括判事）
- 平田豊（2018年12月18日 - 2021年4月29日 東京高等裁判所部総括判事）
- 田口直樹（2021年4月30日 - 現職）

## 在籍裁判官
裁判所ホームページ中の福岡地方裁判所のページ中、裁判所｜担当裁判官一覧に福岡地方裁判所（及びその支部と福岡家庭裁判所、管内の簡易裁判所）の各法廷に在籍する裁判官の氏名が掲載されている。